# Partit Comunista del Nepal (Democràtic)
Partit Comunista del Nepal (Democràtic) o Communist Party of Nepal (Democratic) fou el nom d'un partit polític del Nepal que es va dir des del 1979 fins al 1991 Partit Comunista del Nepal (Manandhar).
El mateix 1991 es va fusionar amb el Partit Comunista del Nepal (Burma) i al Partit Comunista de Nepal (Amatya) i es va formar el Partit Comunista de Nepal (Unitat), però la unió es va trencar el 1992 i les dos faccions Burma i Amatya es van reconstituir.
El Partit Comunista del Nepal (Democràtic) va restar com a Partit Comunista del Nepal (Unitat).